# 長谷川知子
長谷川 知子 （はせがわ ともこ、3月5日 - ）は、日本の女性声優。北海道出身。

## 経歴・人物
以前はTABプロダクション、アズクリエイティブに所属していた。
趣味は大掃除、カラオケ、プロレス観戦だが、『スパロボOGネットラジオ うますぎWAVE』第211回にて大掃除についてはやっつけで書いたと語っている。

## 出演作品

### テレビアニメ
2002年
- キックオフ2002（高見沢美紀）

2005年
- 魔豆奇伝パンダリアン（子供）

2006年
- スーパーロボット大戦OG -ディバイン・ウォーズ-（ツグミ・タカクラ）

2010年
- スーパーロボット大戦OG -ジ・インスペクター-（ツグミ・タカクラ）

2011年
- まりあ†ほりっく あらいぶ（羽二重美衣〈親衛隊B〉）

### ゲーム
2003年
- 第2次スーパーロボット大戦α（ツグミ・タカクラ）

2004年
- Monochrome

2005年
- 第3次スーパーロボット大戦α 終焉の銀河へ（エルマ、ツグミ・タカクラ）

2006年
- 魔砲使い黒姫（女性の精霊〈恋花〉、里樹）

2007年
- グリムグリモア（ルジェ・ペシェ）
- スーパーロボット大戦OG ORIGINAL GENERATIONS（ツグミ・タカクラ）
- スーパーロボット大戦OG外伝（ツグミ・タカクラ）

2011年
- 乙女はお姉さまに恋してるPortable 2人のエルダー（藤沢姿子）

2012年
- 第2次スーパーロボット大戦OG（ツグミ・タカクラ[3]）
- ルートダブル -Before Crime * After Days-

2013年
- スーパーロボット大戦OG ダークプリズン（エルマ）

2016年
- スーパーロボット大戦OG ムーン・デュエラーズ（ツグミ・タカクラ、エルマ）

### 吹き替え
- アマゾネス・プリズン
- ディス・イズ・マイ・ライフ
- Dr.Tと女たち（レーシー）
- 私はケイトリン

### ドラマCD
- アオイシロドラマCD関連（本庄明日菜）
  - 「青い城と梢子の靴」
  - 「青い城の縁結び」
  - 「青い城の円舞曲」
  - 「青城奇譚」
  - 「青い城の凱旋門」
- スーパーロボット大戦 ORIGINAL GENERATION THE SOUND CINEMA（ツグミ・タカクラ）
- ドラマCD「水月」（女教師）
- Lovely Sick〜恋愛疾患〜（クラスメイト）
- れすきゅーME！（高木麻衣）※チャンピオンRED いちご29号付録CD

### 映画
- おと　な　　り（声の出演）

### オーディオブック
- 星へ行く船（田崎麻子）